# Marcel Balkestein
Marcel Balkestein, född den 29 januari 1981 i Geldrop, Nederländerna, är en nederländsk landhockeyspelare.
Han tog OS-silver i herrarnas landhockeyturnering i samband med de olympiska landhockeytävlingarna 2012 i London.